# Ehab Amin
Ehab Mohamed Mohamed Amin Saleh, noto semplicemente come Ehab Amin (in arabo إيهاب أمين‎?; Alessandria d'Egitto, 1º agosto 1995), è un cestista egiziano.

## Carriera
Con l'Egitto ha disputato due edizioni dei Campionati africani (2015, 2021).